# Порнокрация
„Порнокрация“ е неологизъм (от старогръцки πόρνη (порне) – „проститутка“, и κρατια – „управление“, или „Управление на блудниците“), който показва форма на управление, характеризираща се със силното влияние върху мъжете във властта от страна на куртизанки или фаворитки. В по-широк смисъл терминът се отнася до управление, което е корумпирано и е склонно към фаворизиране.

## Описание
Характерният елемент на порнокрацията не е размяната между сексуални услуги и привилегировани позиции, тъй като тази размяна е характерна за всяка връзка между мъж с власт и наложница и тъй като исторически тези отношения не винаги са имали чисто сексуална конотация. Това дори не е политическата или дори само обществената роля, която наложницата успява косвено да упражнява чрез влиянието си върху мъжа с власт, защото тази роля понякога се играе и от законните съпруги. Вместо това е способността на наложницата да създава лична власт чрез връзката с мъжа с власт, която замества властта му и понякога я надживява. Порнокрацията не зависи от пола и сексуалната ориентация на главните герои: тя може да бъде установена и в случай на връзки между влиятелни жени и придворни или фаворити.

## В историята на Римската църква
„Порнокрация“ е термин, въведен от протестантската историография, свързан с периода от историята на Папството, който започва с папа Сергий III през 904 г. и завършва с със смъртта на папа Йоан XII през 964 г. Според други мнения този период продължава 35 години и приключва със смъртта на папа Йоан XI през 935 г. Известен е също като Saeculum obscurum (Тъмните векове). През този период папите действат под влиянието на корумпирани жени, по-специално Теодора и нейната дъщеря Мароция, принадлежащи към римското семейство на графовете на Тускулум (съответно съпруга и дъщеря на римския консул Теофилакт). Популярната традиция гласи, че Мароция е била наложница на папа Сергий III и майка на папа Йоан XI. Тя също е обвинена, че накарала да убият Йоан X (номиниран от Теодора) с цел да осигури избора на новия ѝ фаворит Лъв VI, чиято любовница е. Теодора и Мароция несъмнено имат голямо влияние върху папите от този период. По-специално, като действителни владетелки на Рим, те имат контрол върху избора на нови папи. 
Тази традиция е възприета от историци от протестантски произход. През 1705 г. Валентин Ернст Льошер публикува в Лайпциг „Историята на римското управление на проститутките Теодора и Мароция“ (Historie des römischen Huren-Regiments der Theodorae und Maroziae). Първичните източници, от които протестантските историци черпят обаче, не са съвременни, а по-късни, тоест от епохата на Отон (от втората половина на IX век нататък); те, принадлежащи към различен сценарий, имат за цел да възвеличат изкривяванията и упадъка на близкото минало с цел да възвеличат новия имперски режим. Двата основни източника са Лиутпранд от Кремона († 972), който в Antapodosis изразява недоволството си срещу италийските монарси (оттук и името на произведението) и разказва в първата част събития, на които не е бил пряк свидетел, и Хрониката на абатството на Фарфа, известно като център за разпространение на проимперски идеи, често враждебни на Папството и Папската курия. Трябва също така да се каже, че Лиутпранд, като епископ на Кремона, участва в събранието на епископите, което сваля Йоан XII и е политически враг на Рим, описан от Католическата енциклопедия като „винаги силно пристрастен и често несправедлив към своите противници“. От тази гледна точка това, което се описва като най-лошите ексцесии на времето, може да се счита за „еклектична клюка", типична за средновековната сатирична употреба, от която е произлязла самата легенда за папеса Йоана.
Първият учен, който критикува този подход, е италианският историк Пиетро Феделе (1873-1943), също въз основа на съмненията на учения от XVIII век Лудовико Антонио Муратори (също критичен към основата на аргументите, повдигнати срещу семейството на Теофилакт). Феделе критикува повечето от обвиненията, като твърди, че такива слухове не се разпространяват сред техните съвременници, включително членовете на двора на Константинопол (неблагоприятни за Римската църква). Нещо повече, жените от това семейство дори биха се считали за хора с умерен морал. Обвиненията всъщност са били отправени от самия проимперски Лиутпранд, който също е повлиял на редакцията на Хрониката на абатството на Фарфа, от която впоследствие черпи и историкът Цезар Бароний.
Всъщност повечето сведения за порнокрацията се съдържат в историята на епископ Лиутпранд. Той обаче взема участие в събора на епископите, които низвергнали папа Йоан XII от папския престол, и е известен като голям противник на Рим. Така сведенията, които той дава, са пристрастни, тъй като изхождат от политическите му възгледи. Въпреки това дори официалната позиция на Католическата църква е, че през X век на папския престол се сменят доста папи, които се отличават с разпуснатия си начин на живот.

### Характеристика на периода
През първата половина на X век фактически реалната власт в Рим принадлежи на семейството на Теофилакт. Папската област се управлява от Теофилакт, римски сенатор, който по време на папа Бенедикт IV (900 – 903) е обявен за консул, водач (Dux) и главнокомандващ войската (магистър милитум). Скоро след това с подкрепата на семейството на Теофилакт папа става братовчед му Сергий III. Поради това папа Сергий III, който „напълнил папската земя със свои любовници и незаконородени деца и превърнал папския дворец във варварски вертеп“, предава на Теофилакт всички светски пълномощия. Теодора и Мароция, съответно съпруга и дъщеря на Теофилакт, съсредоточават в ръцете си необикновено голяма власт (според слуховете 15-годишната Мароция става любовница на папата). Като политически ръководители на Рим те придобиват пълен контрол над изборите за нов папа.
| „ | Влиянието на тези две блудници, Теодора и Мароция, се основавало на тяхната красота и богатство и било резултат от техните политически и любовни интриги. Възможно е епохата на тяхното управление да е породила легендата за жената-папа. Светия престол заели незаконоороденият син, внукът и правнукът на Мароция. | “ |

След смъртта на Теофилакт (ок. 924 г.) и на Теодора (ок. 928 г.) цялата власт преминава в ръцете на дъщеря им Мароция. Според слуховете Мароция е любовница на папа Сергий II, майка на Йоан XI и баба на папа Йоан XII. Освен това тя взема дейно участие в убийството на папа Йоан X (той заема папския престол благодарение на Теодора), за да осигури понтификата на своя фаворит – папа Лъв VI.
Повечето понтификати след смъртта на папа Йоан X започват да се избират съгласно указанията на Мароция, която получава титлите „патриция“ и „сенаторка“ (Domna Senatrix), и съсредоточава цялата власт над града в свои ръце. Като цяло папите, избрани през периода на порнокрацията, остават начело на Римската църква в продължение на няколко години. По време на порнокрацията обаче Римокатолическата църква не приема никакви съдбоносни решения, които да засягат основата на вярата или църковните канони.
През 929 г. Мароция се готви за да встъпи в трети брак с италианския крал Хуго I от Виен, брат на покойния ѝ втори съпруг. Срещу тези планове на Мароция се опълчил синът ѝ от първия ѝ брак, Алберих II Сполетски, който застава начело на опозицията срещу властта на майка си. През 931 г. в деня на брачната церемония на Мароция и Хуго, Алберих II вдига въстание и с помощта на жителите на града залавя Мароция и я затваря в тъмница, където тя умира през 932 г., а Хуго успява да избяга от Рим.
След като сваля майка си от власт, Алберих II поема властта над града в свои ръце и отстранява от папския престол брат си Йоан XI. През следващите двадесет години папите, които застават начело на Римския престол, са безсилни да наложат волята си в светските дела на града. Самият Алберих II е баща на папа Йоан XII, a папите Бенедикт VIII, Йоан XIX и Бенедикт IX също са потомци на Мароция.
Според мнението на повечето историци порнокрацията в Рим приключва с низвергването на папа Йоан XII с помощта на германския император Отон I през 963 г. Друго мнение е, че краят на порнокрацията е 30 години по-рано, когато Морозия губи властта си в Рим.

### Списък на папите от Периода на порнокрацията в Рим
- Папа Сергий III (904 – 911)
- Папа Анастасий III (911 – 913)
- Папа Ландо (913 – 914)
- Папа Йоан X (914 – 928)
- Папа Лъв VI (928 – 929)
- Папа Стефан VII (VIII) (929 – 931)
- Папа Йоан XI (931 – 935)
- Папа Лъв VII (936 – 939)
- Папа Стефан IX (939 – 942)
- Папа Марин II (942 – 946)
- Папа Агапет II (946 – 955)
- Папа Йоан XII (955 – 963)